# Dětřichov u Moravské Třebové
Dětřichov u Moravské Třebové é uma comuna checa localizada na região de Pardubice, distrito de Svitavy.